# Gracia Mendes
Gracia Nasi, el nom del qual de conversa va ser Beatriz de Lluna Miques, coneguda simplement com "La Senyora" (1510-1569), va ser una rica i poderosa dona, nascuda en una família judeoconversa de Portugal, d'origen jueu aragonès.

## Vida
Als divuit anys va casar amb Francisco Mendes, membre de la família de banquers portuguesos dels Mendes, que eren rivals dels Medicis de Florència. Una vegada vídua, va seguir amb el negoci del seu marit, prestant diners als monarques d'Europa. Davant la possibilitat de ser detinguda i lliurada a la Inquisició, va fugir i es va establir a la capital de l'Imperi Otomà, Istanbul, sota la protecció del sultà Suleimán, el magnífic, el qual en 1549 va demanar a les autoritats venecianes que permetessin a Donya Gràcia, les seves dues filles i la seva germana sortir lliurement, ja que ell les acollia en el seu regne. Va arribar a Turquía en 1553, fent servir la seva fortuna per ajudar els sefardís perseguits per la inquisició, ajudant-los a fugir cap a l'Imperi Otomà.
Al llarg de la seva vida va fer servir diversos noms:
- Beatriz de Luna Miques, com a cristiana conversa.
- Gracia Mendes com a dona de Francisco Mendes.
- Gracia Nasi, fent servir el cognom del seu nebot José Nasi.